# 2022年冬季残疾人奥林匹克运动会墨西哥代表团
2022年冬季残疾人奥林匹克运动会墨西哥代表团是墨西哥派出的2022年冬季残疾人奥林匹克运动会代表团。未获得奖牌。